# IC 4346
IC 4346 ist eine Galaxie vom Hubble-Typ Sbc im Sternbild Bärenhüter am Nordsternhimmel. Sie ist schätzungsweise 402 Millionen Lichtjahre von der Milchstraße entfernt.
Das Objekt wurde am 15. Juni 1895 von Stéphane Javelle entdeckt.